# 有隅融
有隅 融（ありずみ とおる、1997年4月3日 - ）は、日本の男性声優。埼玉県出身。81プロデュース所属。

## 略歴
高校2年生の頃に進路を意識し始め、演技をする人になりたいと思い始め、高校3年生の頃に明確に声優業を志す。高校卒業後にアミューズメントメディア総合学院に入学。AMGの体験説明会に初めて参加した際に、事務所への所属率の高さを聞いた時に衝撃的であり、頭に残っていたという。著名な講師等に心を動かされたことを機にAMGに入学した。
2019年、「DarkestoRy」のオーディションに選ばれ、朗読アーティストとしてデビュー。
AMG卒業後、81ACTOR'S STUDIOを経て、2020年4月1日より81プロデュースに所属。
2023年8月31日をもってDarkestoRyとしての活動を終了。

## 人物
声種はテノール。
趣味・特技として、読書、ドライブ、料理、動物と仲良くなることをそれぞれ挙げている。

## 出演
太字はメインキャラクター。

### 劇場アニメ
- 大雪海のカイナ ほしのけんじゃ（2023年）
- 風都探偵 仮面ライダースカルの肖像（2024年、彼氏）

### ゲーム
- Food Fantasy フード ファンタジー（2020年、杏子飴[15]、シフォンケーキ）
- ファイナルファンタジーVII リメイク インターグレード
- メガトン級ムサシ（2021年、森下翔、林田達哉、ヨル）
- ファイナルファンタジーVII リバース（2024年）

### ドラマCD
- THE IDOLM@STER MILLION THE@TER WAVE 11・13・14（2020年 - 2021年、生徒、スタッフ、参加者） - 3作品

### オーディオブック
- 魔王です。女勇者の母親と再婚したので、女勇者が義理の娘になりました。（2020年[16]、ジャウニス 他[17]）
- コワモテの巨人くんはフラグだけはたてるんです。（2021年、父 他[18]）
- ほま高登山部ダイアリー（2021年、朗読、冬嶺冬馬[19]）
- 俺の立ち位置はココじゃない!（2021年、タキシード青年 他[20]）
- 前略、殺し屋カフェで働くことになりました。（2022年、村山健治 他[21]）
- きゃくほんかのセリフ!（2022年、浅井仁 他[22]）
- ボーパルバニー（2023年、銘次 他）
- 雷轟と猫 (2023年、藤原七瀬、ヒバナ 他）

### シリーズ一覧
1. ↑  Season 2（2021年）、Season 3（2023年）
2. ↑  第1期（2021年）、第2期（2022年）